# گورگن آراکلیان (نثرنویس)
گورگن آشوتی آراکلیان (ارمنی: Գուրգեն Աշոտի Առաքելյան؛  زادهٔ ۱۹۹۶ - درگذشته ۲۶ اوت ۱۹۲۵) رمان‌نویس، روزنامه‌نگار و ویراستار اهل ارمنستان بود.

## زندگی‌نامه
وی در ۲۶ اوت ۱۹۲۵ در ایروان به دنیا آمد و از دانشگاه دولتی زبان‌شناسی ایروان فارغ‌التحصیل گشت. همچنین برندهٔ جوایزی همچون نشان پرچم سرخ کار و نشان برجسته افتخار شده‌است. وی در ۱۹۹۶ در سن ۷۱ سالگی درگذشت.